# Hollywood (canção de Michael Bublé)
"Hollywood" (originalmente intitulada de "Hollywood Is Dead") é uma canção do cantor canadense de jazz e pop Michael Bublé. A canção foi extraída como quinto e último single do quarto álbum de estúdio de Bublé, Crazy Love, lançado em 2009. A canção foi usada como single de lançamento do re-lançamento do álbum, Crazy Love Standard Edition e teve lançamento oficial no dia 7 de setembro de 2010.

## Videoclipe
O vídeo da música foi lançado em 27 de setembro de 2010, e foi dirigido por Rich Lee. O vídeo mostra Michael Bublé andando pelas ruas de Hollywood, parodiando vários personagens diferentes e celebridades, como um astronauta, James Dean dirigindo seu Porsche 550 Spyder número 130, uma perseguição policial estilo Starsky e Hutch dirigindo um GTO Judge, Clint Eastwood como um cowboy em The Good, The Bad and The Ugly, e Justin Bieber, o qual Bublé declarou em seu site oficial como uma "amorosa homenagem" ao amigo cantor conterrâneo. O vídeo lírico oficial foi lançado em 10 de setembro. A UsMagazine.com estreou o backstage exclusivo com filmagens do vídeo da música em 5 de outubro.[carece de fontes?]

## Lista de faixas
| European CD Single / Digital Download (U.K.) |                  |         |  |
| N.º                                          | Título           | Duração |  |
| 1.                                           | "Hollywood"      | 4:13    |  |
| 2.                                           | "Mack the Knife" | 3:20    |  |

## Posições nas paradas musicais
| Parada (2010/2011)                 | Melhor posição |
| ---------------------------------- | -------------- |
| Canadá (Canadian Hot 100)          | 17             |
| European Hot 100 Singles           | 33             |
| Hungria (Rádiós Top 40)            | 13             |
| Irlanda (IRMA)                     | 2              |
| Escócia (Scottish Singles Chart)   | 19             |
| Reino Unido (UK Singles Chart)     | 11             |
| US Billboard Adult Contemporary    | 6              |
| Estados Unidos (Billboard Hot 100) | 55             |

### Paradas de fim-de-ano
| Parada (2010)    | Posição |
| ---------------- | ------- |
| UK Singles Chart | 143     |